# Titularbistum Salona
Salona ist ein Titularbistum der römisch-katholischen Kirche.
Es geht zurück auf ein Bistum der Stadt Amfissa in Mittelgriechenland.
Im Rahmen des Falls von Konstantinopel im vierten Kreuzzug 1204 und der nachfolgenden Entstehung des lateinischen Kaiserreichs kam Amfissa unter fränkische Herrschaft. Gleichzeitig erfolgte eine Umbenennung Amfissas nach Salona durch Bonifatius von Montferrat, den König des Königreichs Thessaloniki. Auf diese Zeit geht auch die Bistumsgründung zurück.
| Titularbischöfe von Salona |                               |                                                                                             |                    |                    |
| Nr.                        | Name                          | Amt                                                                                         | von                | bis                |
| 1                          | Gerhard OFM                   | Weihbischof in Trier (Deutschland)                                                          | 25. Februar 1429   | 8. Januar 1456     |
| 2                          | Sigismund Pirchan OCist       | Weihbischof in Passau (Deutschland)                                                         | 1441               | 15. Juni 1472      |
| 3                          | Albert Schönhofer             | Weihbischof in Passau (Deutschland)                                                         | 17. Mai 1473       | 7. Juli 1493       |
| 4                          | Fernando del Barco OCarm      | Weihbischof in Salamanca (Spanien)                                                          | 6. Februar 1521    | 1548               |
| 5                          | Augustin Mair CRSA            | Weihbischof in Freising (Deutschland), Basel (Schweiz), Würzburg (Deutschland)              | 8. Juni 1523       | 25. November 1543  |
| 6                          | Pedro Ruiz de la Kamera OP    | Weihbischof in Toledo (Spanien)                                                             | 18. April 1524     |                    |
| 7                          | Georg Flach OSB               | Weihbischof in Würzburg (Deutschland)                                                       | 24. Juni 1544      | 15. Dezember 1564  |
| 8                          | Anton Resch OP                | Weihbischof in Passau (Deutschland)                                                         | 17. März 1567      | 23. Januar 1583    |
| 9                          | Diego de la Calzada           | Weihbischof in Toledo (Spanien)                                                             | 17. Februar 1578   |                    |
| 10                         | Sebastian Bollinger           | Weihbischof in Würzburg (Deutschland)                                                       | 16. Juli 1584      | 8. Juli 1590       |
| 11                         | Caesar Fedele                 | Weihbischof in Freising (Deutschland)                                                       | 13. August 1607    | 27. Dezember 1620  |
| 12                         | Stephanus de Brito SJ         | Koadjutorerzbischof von Cranganore (Angamala) (Indien)                                      | 1621               | 1624               |
| 13                         | Giovanni Pietro Volpi         | Weihbischof in Novara (Italien)                                                             | 23. Mai 1622       | 10. März 1629      |
| 14                         | Giuliano Viviani              | Weihbischof in Ostia (-Velletri (Italien)                                                   | 19. November 1629  | 2. Mai 1639        |
| 15                         | Jonas Jeronimas Krišpinas     | Weihbischof in Vilnius (Litauen)                                                            | 30. August 1694    | 19. September 1695 |
| 16                         | Anton Johann Zerr             | Emeritierter Bischof von Tiraspol (Moldawien)                                               | 23. November 1925  | 15. Dezember 1932  |
| 17                         | František Zapletal            | Propst von Kollegiatkapitel des Hl. Peter und Paul)                                         | 1933               | 20. August 1935    |
| 18                         | Giacomo Leone Ossola OFMCap   | Apostolischer Vikar von Harar (Äthiopien), Apostolischer Administrator von Novara (Italien) | 22. September 1937 | 9. September 1945  |
| 19                         | Thomas Lawrence Noa           | Koadjutorbischof von Sioux City (Iowa, USA)                                                 | 22. Februar 1946   | 25. August 1947    |
| 20                         | Alain-Sébastien Le Breton SMM | Emeritierter Bischof von Tamatave (Madagaskar)                                              | 15. März 1957      | 16. Dezember 1964  |